# وارتیوکوله
وارتیوکولَه (سوئدی: Botby) محله‌ای در هلسینکی شرقی، پایتخت فنلاند است. نام آن از ویرانه‌های یک قلعه قرن یازدهمی در وارتیوهاریو، گرفته شده‌است.

## پیشینه
جمعیت شاغل هلسینکی پس از تکمیل جاده‌ای به مرکز شهر، در دهه ۱۹۳۰ شروع به ساخت خانه‌های خود در این منطقه کردند. امروزه این منطقه دارای چندین فاز آپارتمانی با تراکم بالا است. وارتیوکولَه در سال ۱۹۴۶ بخشی از هلسینکی شد. بیشتر خدمات در این منطقه در زیرمجموعه ایته‌کسکوس، یکی از بزرگترین مراکز خرید در کشورهای نوردیک واقع شده‌است.

## حمل و نقل
حمل و نقل عمومی در این منطقه به شدت به مترو هلسینکی متکی است. ایستگاه‌های ایته‌کسکوس و پواوتیلا به این محله خدمات رسانی می‌کنند. 

## نگارخانه

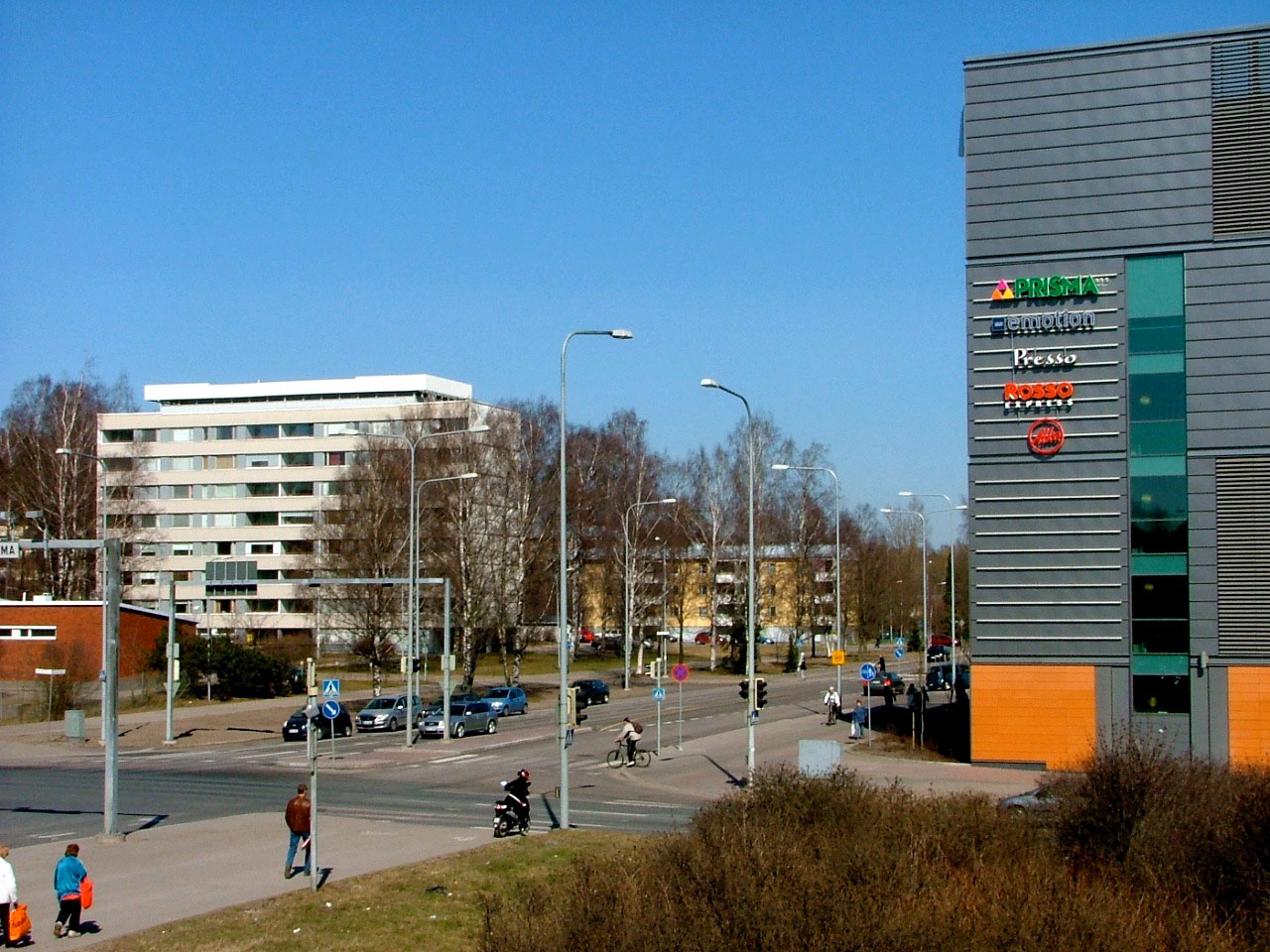
ساختمان‌های مسکونی پواوتین‌هاریو و شعبه‌ای از هایپرمارکت پریسْما
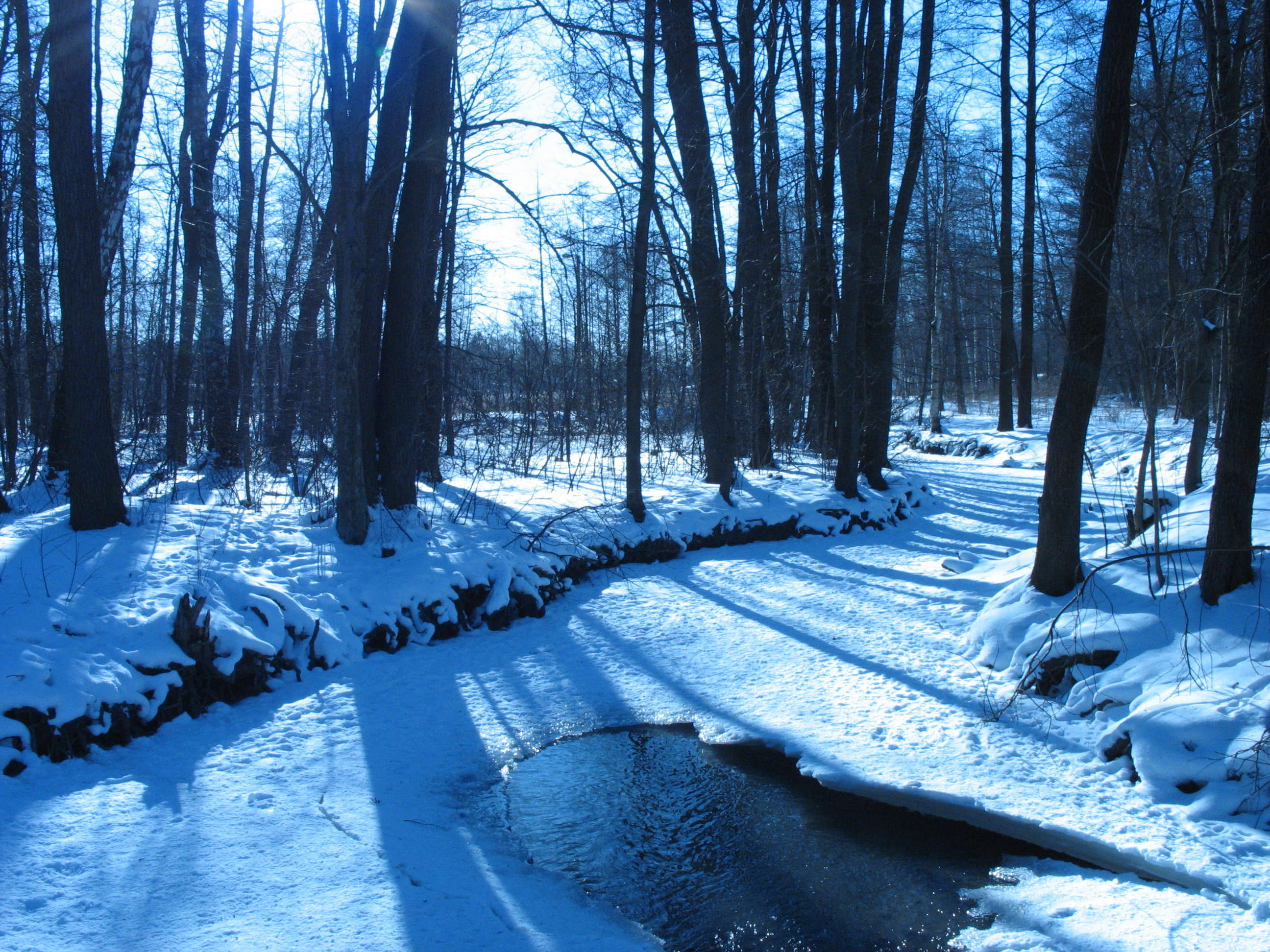
زمستان در مارْیانیِمی
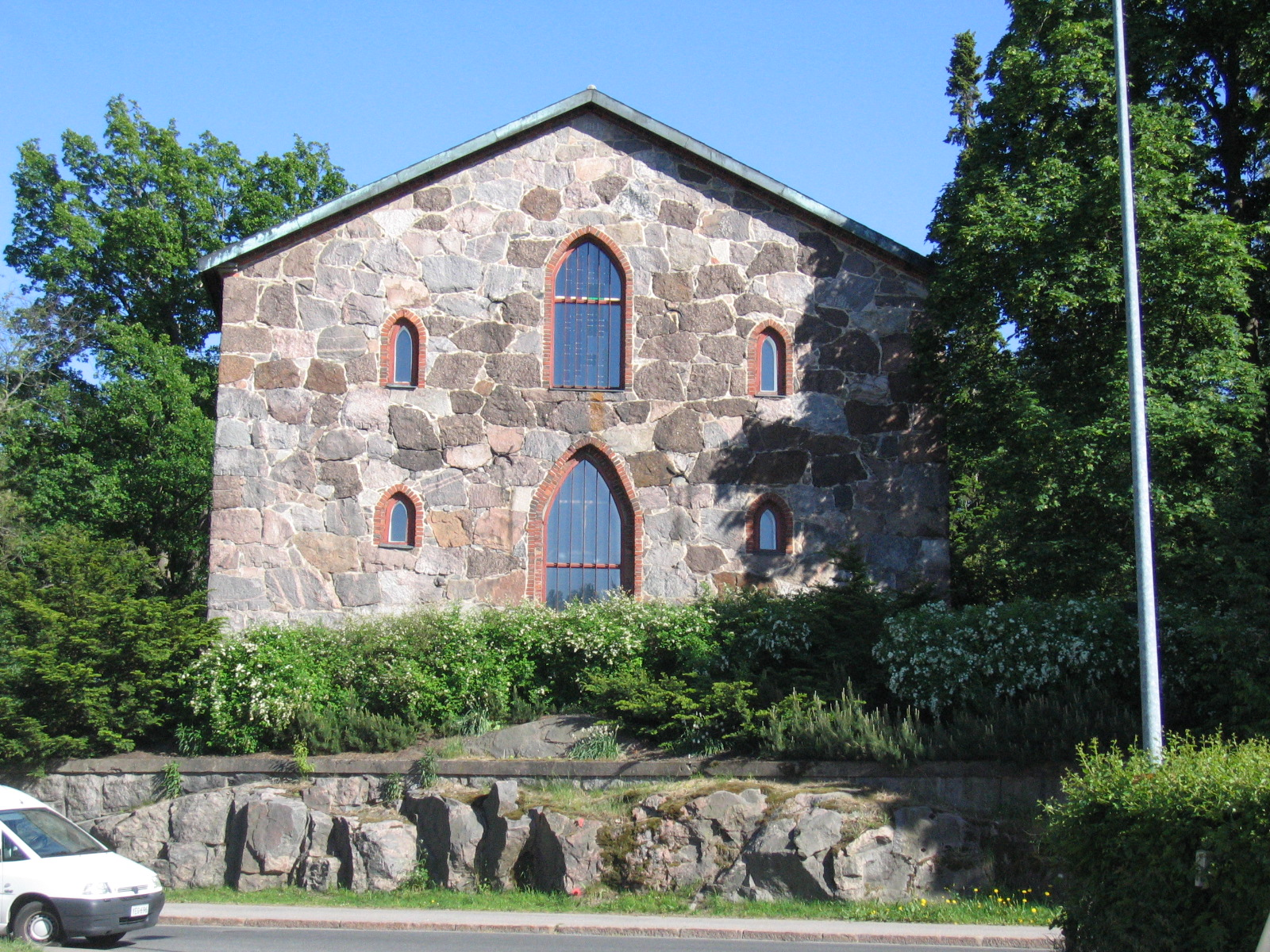
نمازخانه پوئوتیلان در پواوتیلا
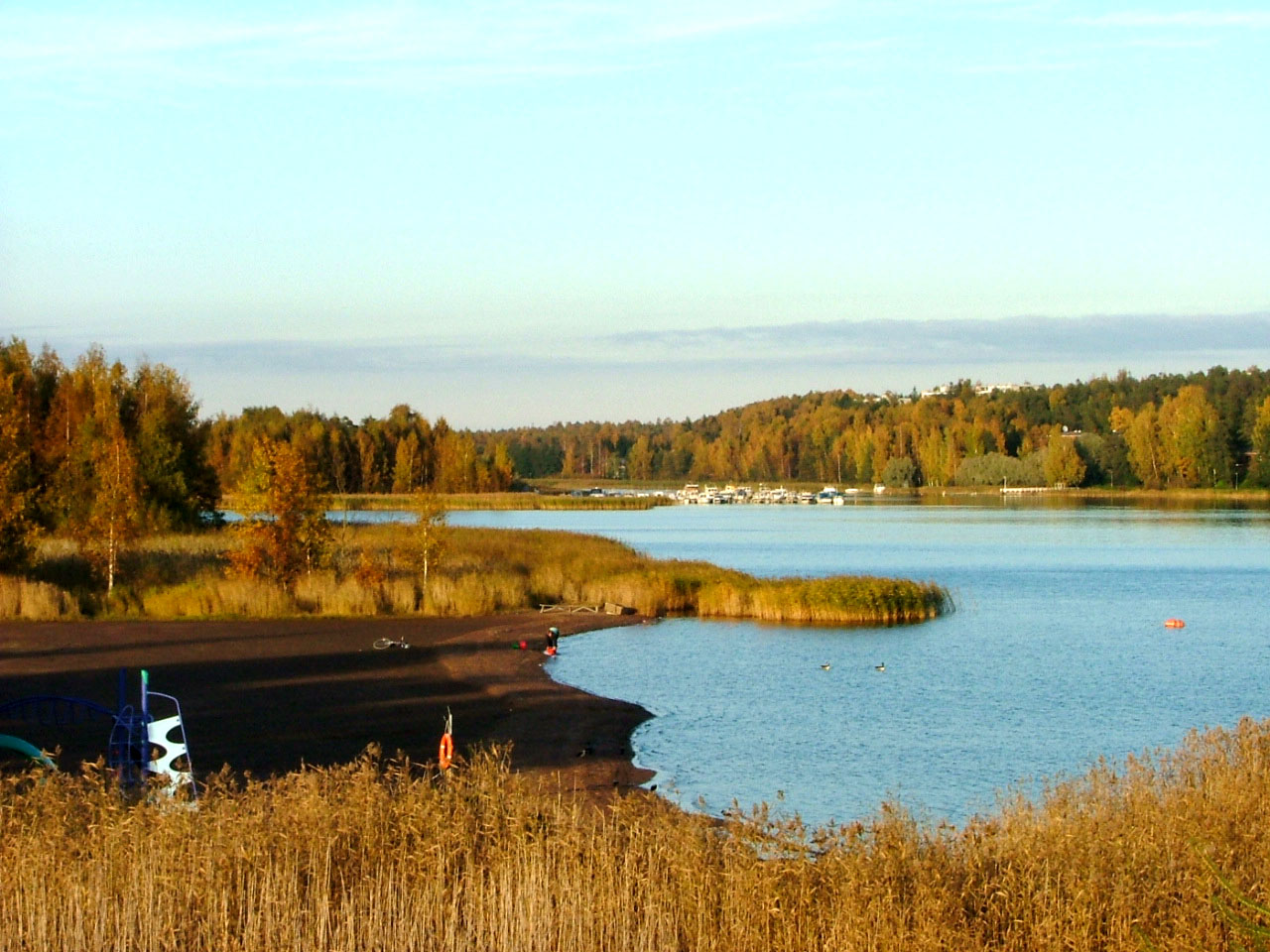
نمای پاییزی خلیج وارتیوکولَنْلاهتی